# Test wysiłkowy

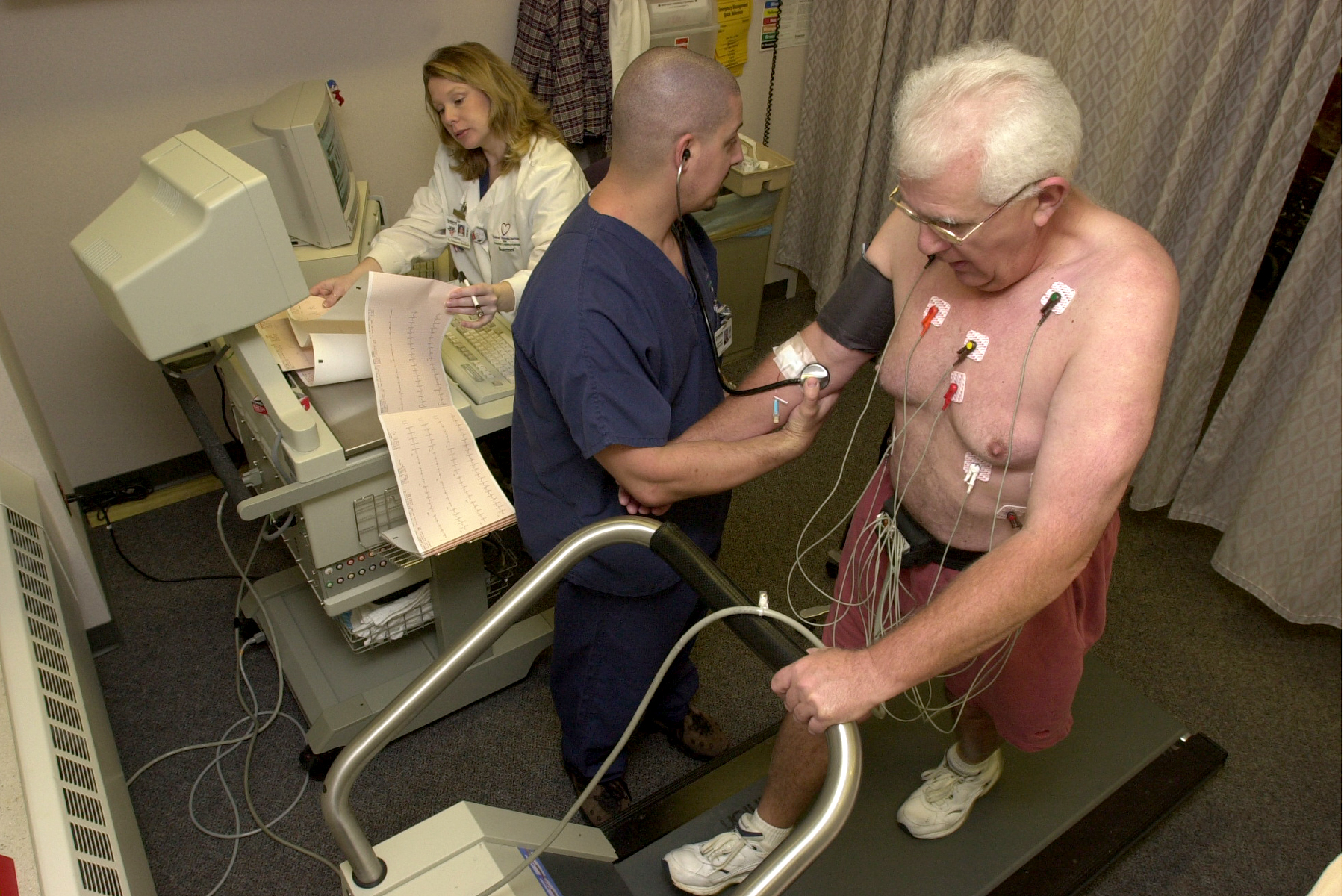
Test na bieżni ruchomej (według protokołu Bruce’a)

Test wysiłkowy, elektrokardiograficzna próba wysiłkowa – badanie medyczne opierające się na zależności zmieniającego się zapisu EKG pod wpływem zwiększającego się wysiłku fizycznego, który powoduje zwiększanie zapotrzebowania na tlen, co organizm kompensuje przez zwiększenie przepływu przez naczynia wieńcowe. Powyżej pewnego wysiłku, u osób z niewydolnością przepływu wieńcowego, to zapotrzebowanie nie może już zostać dalej pokryte drogą zwiększonego przepływu i rozwijają się cechy niedokrwienia mięśnia sercowego.
Podwaliny pod wykonywanie testów wysiłkowych stworzyli w 1932 Goldhammer i Scherf, natomiast kilkadziesiąt lat obecności tego narzędzia w arsenale badań diagnostycznych wymusiło wiele modyfikacji. Najbardziej znanymi sposobami obciążania wysiłkiem było wchodzenia na trzy 9-calowe stopnie (tzw. test Mastera), obciążenie na cykloergometrze rowerowym i wreszcie aktualnie wykonywany test na bieżni ruchomej według tzw. protokołu Bruce’a (polegającego na zwiększeniu co 3 minuty szybkości przesuwu bieżni ruchomej i kąta jej nachylenia).

## Wskazania
- diagnostyka bólów w klatce piersiowej
- diagnostyka zmian w EKG spoczynkowym określane jako „niespecyficzne”
- ocena zaawansowania choroby niedokrwiennej serca
- ocena skuteczności leczenia choroby niedokrwiennej serca
- kwalifikacja do badań inwazyjnych (koronarografia)
- kwalifikacja do właściwego etapu rehabilitacji u osób po zawale mięśnia sercowego i przeszczepieniu serca
- diagnostyka zaburzeń rytmu serca
- tak zwane wczesne testy pozawałowe

## Przeciwwskazania
- świeży zawał mięśnia sercowego
- niestabilna choroba wieńcowa
- kardiomiopatia przerostowa
- zwężenie lewego ujścia tętniczego (stenoza aortalna)
- nadciśnienie płucne
- groźne zaburzenia rytmu serca
- zatorowość płucna i/lub obwodowa
- zaawansowana niewydolność krążenia (NYHA IV)
- zapalenie mięśnia sercowego, zapalenie wsierdzia, zapalenie osierdzia
- tętniak aorty
- ostre choroby zapalne
- zaawansowane choroby ogólnoustrojowe
- choroby układu ruchu lub neurologiczne uniemożliwiające wykonanie testu
- frakcja wyrzutowa poniżej 30%
- brak zgody pacjenta
- niekontrolowane nadciśnienie tętnicze

## Bezcelowe wykonanie testu
Do bezcelowości wykonania testu dochodzi w przypadku uniemożliwiającym powstanie prawidłowej ewolucji mięśnia serca wykrywanego w zapisie EKG:
- blok lewej odnogi pęczka Hisa
- zespół WPW
- obecność stymulatora serca

## Kryteria zakończenia testu
- osiągnięcie limitu tętna (test wykonuje się do osiągnięcia tak zwanego tętna submaksymalnego, czyli 85% wartości tętna maksymalnego, obliczanego ze wzoru

tętno maksymalne = 220 – wiek pacjenta (w latach)

lub w przypadku pozawałowego testu wysiłkowego do uzyskania 70% tętna maksymalnego)
- wystąpienie bólu wieńcowego (zamostkowego)
- zmęczenie i wyczerpanie fizyczne (wskazywane przez pacjenta)
- duszność, sinica lub bladość
- objawy niedokrwienia OUN (np. zawroty głowy)
- spadek ciśnienia tętniczego lub tętna pomimo zwiększania wysiłku
- kryteria elektrokardiograficzne
  - pojawienie się groźnych zaburzeń rytmu lub przewodzenia
  - obniżenie niedokrwienne odcinka ST powyżej 0,2 mV

W wypadku pojawienia się powyższych objawów mówi się o klinicznie dodatnim teście wysiłkowym.

## Kryteria elektrokardiograficzne dodatniego testu wysiłkowego
- horyzontalne lub skośne ku dołowi obniżenie się odcinka ST powyżej 0,1 mV pojawiające się po 80 milisekundach po punkcie J
- odwrócenie fali U
- uniesienie odcinka ST powyżej 0,2 mV
- wzrost sumy załamków R